# Age of Loneliness
«Age of Loneliness» es el tercer sencillo publicado por Enigma de su álbum The Cross of Changes. Llegaría al n.º 21 en el Reino Unido.
La canción se puede considerar como una versión remezclada de un tema anterior de Enigma, «Carly's Song», donde la canción era originalmente más tranquila y donde seguía una pauta más lenta. Las vocales en esa versión eran susurradas por Sandra, y la letra hacía referencia al personaje principal de la película Sliver, Carly Norris (interpretado por Sharon Stone).
El canto evocador en «Age of Loneliness» es de origen mongol, teniendo al mismo tiempo un matiz de canto gregoriano en el mismo. En la versión de Enigmatic Club Mix, el ritmo de la canción fue ligeramente acelerado y sembrado generosamente de pitidos en código morse, que deletreaba «I love you». En la versión de Jam & Spoon Remix, la canción empieza con una corta y relajada pieza al piano. Aunque incluido en este sencillo, la versión es exactamente igual al encontrado en el sencillo de «Carly's Song».
En el video musical de la canción, la escena estaba situada en Nueva York, y fue rodada enteramente en color sepia. En ella, se mostraba a gente flotar libremente por el aire sin que las personas alrededor de ella se diesen cuenta de ello.

## Carátula
La carátula del sencillo era mayormente blanca (o beige), teniendo una carta de tarot situada en el centro de la misma. La figura en la carta parecía ser un brujo a primera vista, pero en realidad era un Santa Claus delgado, conjurando unos juguetes. El número «7» que aparecía en las cuatro esquinas de la carta, indicaba que la canción era el séptimo tema en el álbum The Cross of Changes.

## Listado

### «Age of Loneliness»
- CD maxi sencillo

1. Radio Edit — 4:14
2. Clubby Radio Edit — 3:31
3. Enigmatic Club Mix — 6:23
4. Jam & Spoon Remix — 6:28
5. Album Version — 5:19